# Mondaini (cognome)
Mondaini è un cognome di lingua italiana.

## Varianti
Il cognome non presenta varianti.

## Origine e diffusione
Cognome tipicamente romagnolo, è presente prevalentemente nel riminese, con un ceppo anche a Falconara Marittima e Ancona.
Potrebbe derivare dal toponimo Mondaino, in provincia di Rimini.
In Italia conta circa 186 presenze.

## Persone
- Giacinto "Giaci" Mondaini – pittore, disegnatore, umorista, sceneggiatore e scrittore italiano
- Sandra Mondaini – attrice, conduttrice televisiva e cantante italiana